# Marie-Louise-Josèphe du Saint-Sacrement
Mère María Luisa Josefa du Saint-Sacrement, également connue sous le nom de Mère Luisita (21 juin 1866 – 11 février 1937) est une religieuse catholique mexicaine, fondatrice des Carmélites du Sacré-Cœur de Mexico et des Sœurs Carmélites du Très Sacré-Cœur de Los Angeles (congrégations rattachées à l'Ordre des Carmes déchaux).
Son procès en béatification est en cours, elle a été déclarée vénérable en 2000.

## Biographie
María Luisa de la Peña y Navarro est née à Atotonilco el Alto (état de Jalisco au Mexique) le 21 juin 1866. Elle est la troisième enfant d'une fratrie de 14. Très jeune elle se sent appelée à entrer dans les ordres. Cependant, pour obéir à ses parents, elle se marie à l'âge de 15 ans avec Pascual Rojas âgé alors de 30 ans.
Son mari est un médecin réputé. Ils construisent un petit hôpital, l’hôpital du Sacré-Cœur, afin de soigner les populations les plus pauvres. Après 14 années de vie commune heureuse, son mari décède et elle reste veuve.
Huit ans plus tard, Maria Luisa entre chez les carmélites déchaussées et s'immerge dans la spiritualité carmélitaine.
Après sept mois dans le couvent, elle demande à l'évêque l'autorisation de retourner dans son hôpital qui a besoin de son aide (pour gérer l’hôpital). Avec son autorisation, elle revient à l’hôpital et ouvre également une école et un orphelinat. Plusieurs jeunes femmes viennent la rejoindre pour l'aider dans son action.
Maria souhaitant toujours entrer dans les ordres, l'évêque lui recommande de rejoindre une congrégation religieuse existante. Maria obéit et rejoint les Servantes du Très-Saint-Sacrement. Mais quatre années plus tard, l'évêque la rappelle et lui redemande de rejoindre l’hôpital et l'orphelinat qui a besoin d'elle. À nouveau, la religieuse obéit. Comme nombre de vocations affluent autour de Maria Luisa, l'évêque lui suggère de fonder une nouvelle congrégation religieuse pour organiser son action. Le 2 février 1921 la congrégation des Sœurs Carmélites du Sacré-Cœur est fondée. Sa vocation : « unifier la spiritualité carmélitaine et l'apostolat actif ».
En 1927, débute une série de persécutions religieuses de la part du gouvernement anticatholique. Maria Luisa doit fuir son pays. Déguisée, elle quitte clandestinement le Mexique et rejoint les États-Unis. Le 24 juin 1927 elle arrive à Los Angeles avec deux autres religieuse. Elle y retrouve d'autres réfugiés mexicains. Maria Luisa reprend son travail d'aide aux plus pauvres dans le diocèse de Los Angeles et fonde une nouvelle communauté religieuse. En deux années, elle va fonder sur le sol américain pas moins de 12 nouveaux couvents de religieuses, un noviciat et une congrégation : la congrégation des Sœurs Carmélites du Très Sacré-Cœur de Los Angeles (congrégation sœur de la première communauté qu'elle avait déjà fondée au Mexique). En 1929, elle rentre au Mexique (à Guadalajara) pour reprendre son travail à l’hôpital, tout en continuant de diriger à distance les religieuses restées en Californie. Néanmoins, au Mexique, la religieuse doit continuer à se cacher du gouvernement. Mère Luisita souffre de diverses maladies et du manque de nourriture,.
Mère Luisita décède le 11 février 1937.

## Vénération et béatification
En 1942 son corps est secrètement exhumé pour être enterré à Guadalajara. 
En 1966 sa dépouille est exhumée une nouvelle fois et déposée dans sa ville natale de Atotonilco el Alto. 
En 1998, sa dépouille est placée dans une chapelle dédiée à la religieuse (dans la ville de Atotonilco el Alto).
En 1981 s'ouvre le procès en béatification de Maria Luisa. Le 25 juillet 1986, le décret de validité (de la procédure) est signé. Le 1er juillet 2000, le pape Jean-Paul II signe le décret de reconnaissance des vertus héroïques, lui donnant le titre de vénérable. La procédure en béatification est toujours en cours.
Sa fête est fixée au 11 février.
La vénérable Mère Maria Luisa Joséfa du Très Saint Sacrement est choisie comme patronne de la congrégation The Servants of the Lord and the Virgin of Matara.

## Source de la tradution
- (en) Cet article est partiellement ou en totalité issu de l’article de Wikipédia en anglais intitulé « María Luisa Josefa » (voir la liste des auteurs).